# Точки Торричелли
Точки Торричелли — две точки, из которых все стороны треугольника видны либо под углом в 60°, либо под углом в 120°. Эти точки в треугольнике — «парные». Иногда эти точки называют точками Ферма или точками Ферма-Торричелли.
- Две Точки Торричелли — это точки пересечения отрезков, соединяющих вершины треугольника:
  - c соответствующими свободными вершинами равносторонних треугольников, построенных на противолежащих сторонах треугольника (наружу) — первая точка Торричелли
  - с соответствующими свободными вершинами правильных треугольников, построенных на противолежащих сторонах внутрь треугольника — вторая точка Торричелли.

Построение точки Торричелли для треугольников с углами, не превосходящими 120°

## Свойства
- Первая точка Торричелли — точка треугольника, из которой все стороны видны под углом в 120° (по определению).
- Первая точка Торричелли имеет наименьшую сумму расстояний до вершин треугольника. Она существует только в треугольниках с углами, меньшими 120°; при этом она единственна и, значит, является частным случаем точки Ферма, существующей в любом треугольнике.
- Две точки Торричелли и точка Лемуана лежат на одной прямой.
- Точки Торричелли изогонально сопряжены точкам Аполлония.
- Построим две прямые, каждая из которых проходит через точку Аполлония и точку Торричелли, отличную от изогонально сопряжённой ей. Такие прямые пересекутся в точке пересечения медиан (в центроиде треугольника).
- Теорема Лестера[1]. В любом разностороннем треугольнике две точки Торричелли, центр девяти точек и центр описанной окружности лежат на одной окружности (окружности Лестера).
- Гипербола Киперта

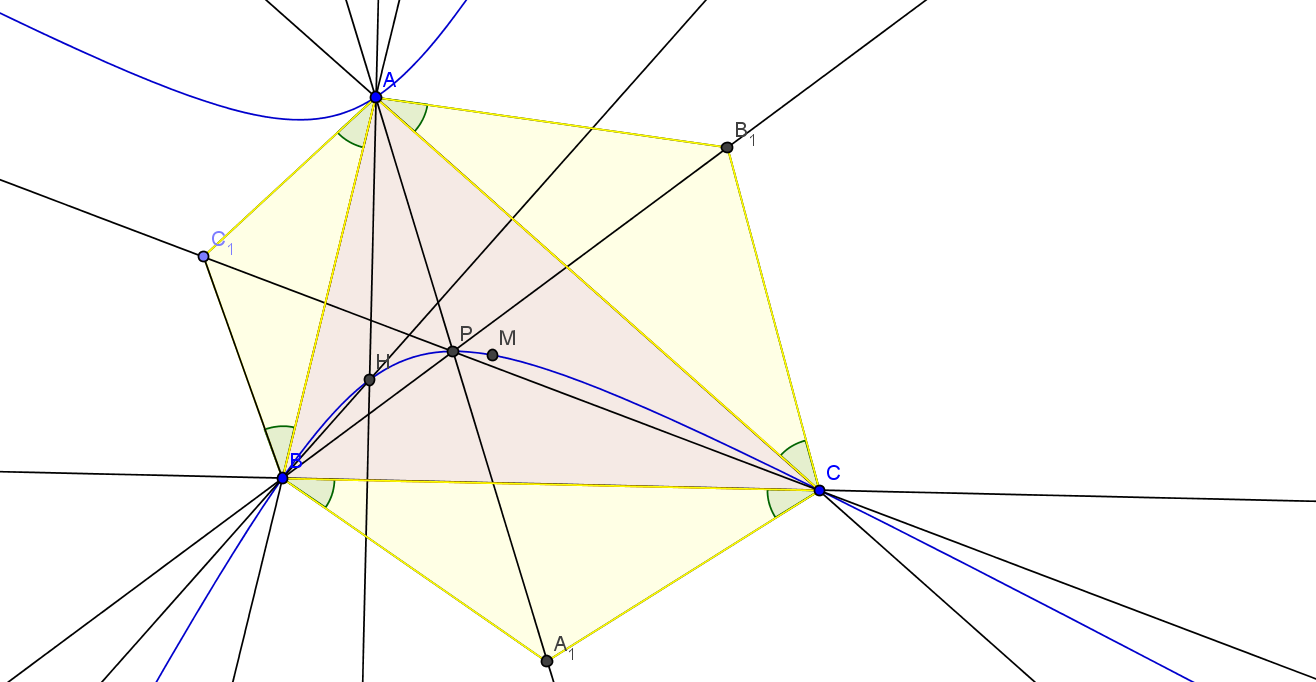
Гипербола Киперта

Гипербола Киперта — описанная гипербола, проходящая через центроид и ортоцентр. Если на сторонах треугольника построить подобные равнобедренные треугольники (наружу или внутрь), а затем соединить их вершины с противоположными вершинами исходного треугольника, то три таких прямые пересекутся в одной точке, лежащих на гиперболе Киперта. В частности, на этой гиперболе лежат точки Торричелли и точки Наполеона (точки пересечения чевиан, соединяющие вершины с центрами построенных на противоположных сторонах правильных треугольников).

## Замечание
Кстати, на первом рисунке справа центры трёх равносторонних треугольников сами являются вершинами нового равностороннего треугольника (Теорема Наполеона). Кроме того, {\displaystyle AA'=BB'=CC'}.